# Montenegros U/19-håndboldlandshold (damer)
Montenegros U/19-håndboldlandshold for damer repræsenterer Montenegro under internationale U/19 håndboldkonkurrencer. Den nuværende cheftræner er Per Johansson, mens assistenttræner er Suzana Lazović. De reguleres af Rukometni savez Crne Gore.